# Nicolás Otamendi
Nicolás Hernán Gonzalo Otamendi (* 12. února 1988 Buenos Aires) je argentinský profesionální fotbalista, který hraje na pozici středního obránce za portugalský klub Benfica Lisabon a za argentinský národní tým.

## Klubová kariéra
V Argentině debutoval v profesionální kopané v dresu klubu Vélez Sarsfield. V srpnu 2010 odešel do Evropy do portugalského celku FC Porto, kde podepsal pětiletý kontrakt. V únoru 2014 byl zapůjčen na hostování do konce sezóny do brazilského celku CA Mineiro. V červenci 2014 přestoupil za cca 12 milionů eur do španělského týmu Valencia CF.
V srpnu 2015 přestoupil z Valencie za 28,5 milionu liber (konečná částka až 44,5 milionu) do anglického klubu Manchester City z Premier League. V novém působišti podepsal čtyřletou smlouvu.

## Reprezentační kariéra
Otamendi debutoval v národním týmu Argentiny v roce 2009.
Trenér Diego Maradona jej vzal na Mistrovství světa 2010 v Jihoafrické republice, kde Argentina podlehla ve čtvrtfinále Německu 0:4.
Představil se na Mistrovství světa pořádané v listopadu a prosinci roku 2022 Katarem. Tam byl společně s Lionelem Messim, Ángelem Di Maríou a Francem Armanim jedním z veteránů ve věku 34-36 let, jinak obklopených mladšími hráči. Trenér Lionel Scaloni jej postavil do základní sestavy a po jeho boku se objevovali střední obránci Cristian Romero či Lisandro Martínez. V úvodním skupinovém utkání 22. listopadu proti Saúdské Arábii se zrodilo první překvapení turnaje a jeden z velkých šoků v dějinách světového mistrovství, když Argentina prohrála 1:2. Argentincům byla tímto utnuta série 36 utkání bez prohry. Postup mohl zhatit neúspěch v utkání proti Mexiku dne 26. listopadu, ve kterém Otamendi pomohl k výhře 2:0. Rovněž ve třetím utkání skupiny odehrál plnou minutáž a 30. listopadu si se spoluhráči připsal postupovou výhru 2:0 nad Polskem. V osmifinále s Austrálií 3. prosince patřil vzdor výhře 2:1 mezi nejhorší argentinské hráče, poté co zavinil soupeřův gól. Zároveň však asistoval prvnímu gólu Messiho.

## Úspěchy
- Tým roku Premier League podle PFA – 2017/18[11]
- Nejlepší jedenáctka podle ESM – 2017/18[12]